# Río Oliokma
El río Oliokma (también transliterado como Olekma, Oljokma u Olyokma) (del ruso: Олёкма) es un largo río ruso localizado en la Siberia asiática, uno de los principales afluentes del curso medio del río Lena. Tiene una longitud de 1436 km, un caudal medio de 1950 m³/s y drena una gran cuenca de 210 000 km². Administrativamente, el río Oliokma discurre por el krai de Zabaikalie (antiguo óblast de Chita), el óblast de Amur  y la república de Sajá de la Federación de Rusia.

## Geografía

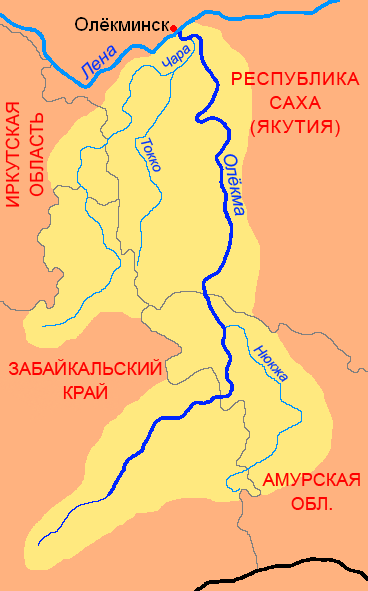
Mapa en ruso del río Oliokma con la ciudad de Oliókminsk (Олёкминск) arriba

Mapa del río Lena donde está el Oliokma, afluente por el lado derecho en el curso medio

El río Oliokma nace en la meseta de Oliokma, al noreste de las montes Yablonoi, un poco al oeste de la pequeña ciudad de Mogocha (13 282 habitantes en 2002), en el krai de Zabaikalski. Luego fluye hacia el noreste durante unos 500 km, bordeando por el este las últimas estribaciones de los montes Yablonoi y corriendo al sur de los montes Stanovoi. En este tramo recibe las aguas del río Tungur (Тунгир, de 500 km de longitud, un caudal de 90 m³/s y una cuenca de 14 700 km²). Luego gira en dirección norte, cruzando la esquina noroeste del óblast de Amur, recibiendo por la derecha al río Niukja (Нюкжа, de 583 km y una cuenca de 32 100 km²). Entra después en la república de Saja por su parte meridional, internándose por un estrecho valle que corre entre las cadenas montañosa de los montes Udokan y los montes Stanovoi. Continúa luego el río su carrera hacia el norte, drenando la parte occidental de la meseta de Aldan, hasta desaguar en el río Lena, cerca de la ciudad de Olyokminsk (8.813 hab. en 2008), pocos kilómetros después de recibir por la izquierda al mayor de sus afluentes, el río Tchara (de 851 km y una cuenca de 87.600 km²). 
Al igual que todos los ríos de la cuenca del Lena, el Oliokma está sometido a largos períodos de heladas, con una duración de varios meses al año (generalmente de octubre a mayo). El clima tan severo también explica la casi total ausencia de grandes centros urbanos en sus orillas.